# Lucas Molina
Lucas Damián Molina (Buenos Aires, 30 de marzo de 1984-Berazategui, Buenos Aires, 28 de noviembre de 2004) fue un futbolista que jugaba como arquero (portero). Su único club fue Independiente, de la Primera División de Argentina.

## Sus comienzos
El último de cuatro hermanos, Lucas Molina nació el 30 de marzo de 1984 en Buenos Aires. Comenzó a jugar al fútbol de pequeño, en Los Primos, un club de Quilmes. En un principio jugaba como mediocampista central aunque, según sus propias palabras, "era malísimo". A los siete años, debió ocupar el arco en reemplazo de un compañero lesionado, comenzando así a desempeñarse en ese puesto. Cinco años más tarde, y apoyado por el tío de Sebastián Rambert, fue probado por Independiente quedando seleccionado.
Por las inferiores de Independiente tuvo un paso destacable, ganando numerosos torneos. Mientras tanto, era tenido en cuenta por José Pekerman y Hugo Tocalli para las selecciones juveniles y recibía instrucciones de Miguel Ángel Santoro en Independiente y de Ubaldo Fillol en la Selección.
Finalmente, debutó en la Reserva bajo la dirección técnica de Osvaldo Piazza a los 16 años.

## Selecciones juveniles
Lucas participó de las selecciones argentinas sub-15, sub-17 y sub-20 bajo la conducción técnica de Hugo Tocalli.
En 2001 fue el arquero titular de la sub-17 que disputó el Campeonato Sudamericano de Perú. Jugó los siete partidos de la selección (si bien en uno se retiró a los 9 minutos), recibiendo ocho goles. El equipo obtuvo el segundo puesto y la clasificación al Mundial.
También fue titular en el Mundial de Trinidad y Tobago, jugando los seis partidos y recibiendo nueve goles. Junto a sus compañeros obtuvo el cuarto puesto del torneo.
Para el Campeonato Sudamericano Sub-20 de Uruguay 2003 fue convocado, pero como suplente de Gustavo Eberto, sin pasar minutos en cancha.
En junio de ese año participó del Torneo Esperanzas de Toulón en que Argentina resultó tercera, jugando los tres primeros partidos y recibiendo tres goles.
A pesar de sus actuaciones, fue dejado de lado para el Mundial Juvenil de 2003, porque por entonces Lucas ya era arquero titular en Independiente, mientras que los convocados eran suplentes en sus clubes y al mismo tiempo se estaba disputando el campeonato local.

## Primera División
Lucas debutó en primera división el 30 de octubre de 2003, en un partido entre Independiente y Vélez Sársfield, correspondiente a la duodécima fecha del Torneo Apertura 2003. El equipo era entonces dirigido por Osvaldo Chiche Sosa. Su ingreso se produjo por una lesión que sufriera el titular Damián Albil, a los 27 minutos del primer tiempo. El encuentro finalizó 0-1 a favor de Vélez, y Molina cumplió una buena actuación, evitando lo que pudo haber sido un resultado más abultado.
Tres días después sería figura en la visita de Independiente al estadio de Boca Juniors, partido que finalizó con ambas vallas en cero. Los medios de prensa elogiaron su gran desempeño.
Siguió siendo titular por tres partidos más, mientras duraba la lesión de Albil. Así lo hizo el 8 de noviembre en Independiente 0-3 Chacarita Juniors, concediendo un penal innecesario que permitió a los funebreros abrir el marcador; el 22 de noviembre en el clásico Racing Club 1-1 Independiente; y finalmente el 25 de noviembre en Independiente 0-0 Lanús, que fuera su último partido en Primera. Tras la recuperación del titular, volvió a su lugar habitual en el banco de suplentes.
En 2004, la partida de Albil, cedido a préstamo, fue saldada con la llegada de Carlos Fernando Navarro Montoya al arco rojo, por lo que Lucas mantuvo su puesto como segundo arquero. Ocupó ese lugar por última vez el 26 de noviembre de 2004, en Independiente 2-2 Estudiantes.
En total, jugó cinco partidos en el primer equipo, recibiendo igual cantidad de goles.

## Muerte
La muerte de Lucas Molina fue trágica e inesperada. Se encontraba durmiendo con su novia en su casa de Berazategui la mañana del 28 de noviembre de 2004, cuando comenzó a tener dificultades para respirar. La situación fue advertida por su pareja, quien alertó a sus familiares y rápidamente lo trasladaron al CAPS Dr E. Sábato. A pesar de los esfuerzos, Lucas falleció pasadas las 9 de la mañana.
La Justicia determinó que se había tratado de un paro cardiorrespiratorio no traumático. Nada permitía prever que podía darse una situación como esta, ya que nunca había tenido indicios de problemas cardíacos ni contaba con antecedentes familiares, tal como manifestaron los médicos tanto de la Selección como de Independiente.
Sus restos fueron velados en su vivienda familiar y recibieron sepultura en un cementerio privado de Berazategui.
El fallecimiento de Lucas fue parte de un triste período para la familia de Independiente, ya que en agosto había sufrido la pérdida del técnico José Pastoriza y pocos meses después despidió a Emiliano Molina, también arquero, que no guardaba parentesco con Lucas.

## Clubes
| Club                        | País      | Año         |
| --------------------------- | --------- | ----------- |
| Club Atlético Independiente | Argentina | 2003 - 2004 |

## Palmarés

### Copas internacionales
| Título                         | Club               | País      | Edición      |
| ------------------------------ | ------------------ | --------- | ------------ |
| Campeonato Sudamericano Sub-20 | Selección nacional | Argentina | Uruguay 2003 |

(*) Incluyendo la selección